# キャッシュアウト
キャッシュアウトとは
1. キャッシュアウトフロー - 資金の流出
  1. キャッシュアウトサービス - 店のレジで現金を引き出せるサービス

本項では暫定的にサービスを詳述する。
キャッシュアウト、キャッシュアウトサービスとは、実店舗での買い物においてデビットカードで決済をした際同時に現金を引き出せるサービスである。引き出した分は自分の銀行口座（預金）から引き落とされる。

## 概要
自分の預金から即時決済されるデビットカードの仕組みを活用したものである。引き出される現金は「自分の預金」であり、キャッシング（現金融資）とは本質的に異なる。
メリットとしては現金自動預け払い機 (ATM) なしで預金が下ろせることであり、コストや手間の削減が期待される。
デメリットとしては店舗業務の煩雑化などが挙げられる。

## 各国の状況
ドイツ、オランダ、アメリカ合衆国、カナダ、ニュージーランド、オーストラリア、日本 (J-Debit)などの国で実施されている。